# Fox Next
 (août 2018).
Si vous disposez d'ouvrages ou d'articles de référence ou si vous connaissez des sites web de qualité traitant du thème abordé ici, merci de compléter l'article en donnant les références utiles à sa vérifiabilité et en les liant à la section « Notes et références ».
Fox Next, stylisé FOX:NEXT, était une chaîne du câble au Portugal appartenant à Fox International Channels.
Elle a été lancée le 14 avril 2008 et diffusait des séries et des films indépendants de différents genres. Le 1er juillet 2011, Fox Next a été remplacée par la chaîne de cinéma Fox Movies.

## Programmation
La chaîne diffusait en prime time à 20 h 30 des séries dramatiques les lundis, des séries romantiques les mardis, des séries de luxe les mercredis, des séries d'action les jeudis et de la comédie les vendredis. À la suite des séries du soir la chaîne diffusait un film vers 22 h 15.

### Séries diffusées sur Fox Next
- 30 Rock[4]
- Battlestar Galactica[4]
- Easy Money
- En analyse
- Hung[5]
- Mad Men[4]
- Ma famille d'abord[5]
- Pushing Daisies[4]
- Saving Grace[5]
- Six Feet Under[5]
- Smallville[5]
- Terminator : Les Chroniques de Sarah Connor[4]
- Tout le monde déteste Chris[4]